# NGC 3628
NGC 3628 je spirální galaxie v souhvězdí Lva objevená Williamem Herschelem 8. dubna 1784. Od Země je vzdálená 34 milionů světelných let
a společně s galaxiemi M65 a M66 tvoří gravitačně vázaný systém pojmenovaný Trojice (galaxií) ve Lvu.
Součástí skupiny je pravděpodobně i NGC 3593, která leží 1° jihozápadně od M65.

## Pozorování

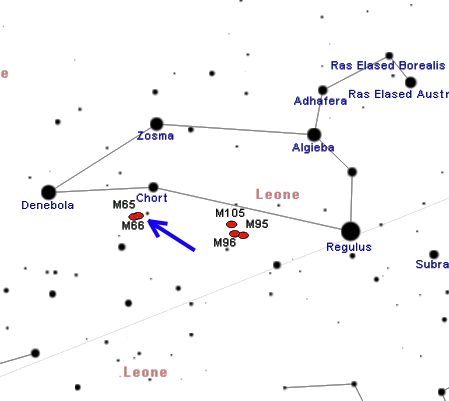
Poloha Trojice ve Lvu

Trojice ve Lvu leží v polovině spojnice hvězd Chertan (θ Leo) a Asellus (ι Leo). M65 a M66 jsou tak jasné, že jsou za příznivých podmínek na hranici pozorovatelnosti triedrem 10×50 a právem jsou tak zahrnuty v Messierově katalogu. NGC 3628 je v této trojici nejslabší, ale zároveň největší
– její úhlová velikost je 13,1′×3,1′. Tato galaxie je směrem k Zemi natočená hranou a na fotografiích vyniká tmavý prachový pás v rovině jejího disku. Samotný disk je zejména v okrajových částech viditelně narušen pravděpodobně dřívějším blízkým setkáním s některou další galaxií ve skupině a stejný původ zřejmě má i dlouhý slapový ohon, který z této galaxie vystupuje.

## Historie pozorování
Tuto galaxii objevil William Herschel 8. dubna 1784, ale pravděpodobně pouze těsně unikla Charlessi Messierovi, který objevil M65 a M66.
Messierovy pozdější větší dalekohledy mohly být schopné ukázat i tuto galaxii.